# Маріон Тауншип (округ Сентер, Пенсільванія)
Маріон Тауншип (англ. Marion Township) — селище (англ. township) в США, в окрузі Сентр штату Пенсільванія. Населення — 1182 особи (2020).

## Демографія
Згідно з переписом 2010 року, у селищі мешкали 1224 особи в 393 домогосподарствах у складі 332 родин. Було 420 помешкань
Расовий склад населення:
| - 98,3 % — білих - 0,3 % — корінних американців - 0,3 % — чорних або афроамериканців |

До двох чи більше рас належало 1,1 %. Частка іспаномовних становила 0,0 % від усіх жителів.
За віковим діапазоном населення розподілялося таким чином: 31,7 % — особи молодші 18 років, 57,2 % — особи у віці 18—64 років, 11,1 % — особи у віці 65 років та старші. Медіана віку мешканця становила 37,3 року. На 100 осіб жіночої статі у селищі припадало 106,8 чоловіків;  на 100 жінок у віці від 18 років та старших — 99,0 чоловіків також старших 18 років.
Середній дохід на одне домашнє господарство  становив 64 627 доларів США (медіана — 60 109), а середній дохід на одну сім'ю — 72 026 доларів (медіана — 62 337). Медіана доходів становила 41 042 долари для чоловіків та 36 458 доларів для жінок. За межею бідності перебувало 10,3 % осіб, у тому числі 16,1 % дітей у віці до 18 років та 9,8 % осіб у віці 65 років та старших.
Цивільне працевлаштоване населення становило 493 особи. Основні галузі зайнятості: освіта, охорона здоров'я та соціальна допомога — 32,7 %, виробництво — 14,8 %, роздрібна торгівля — 8,5 %, публічна адміністрація — 8,1 %.